# Сумаоро Канте
Сумаоро (Сумангуру) Канте (д/н — 1235) — гана (володар) Каніаги і Сосо в 1200—1235 роках. Намагався відновити імперію Вагаду, вважається останнім правителем так званої Пізньої Гани. В легендах зображено могутнім чаклуном. Вважається винахідником балафону.

## Життєпис
Походив з династії Канте, гілки роду Діаріссо (правителів Сосо). Син Діара Канте, правителя Каніаги. 1200 року після смерті останнього успадкував трон.
Продовжив політику підкорення сусідніх областей. 1203 року зайняв Кумбі, колишню столицю імперії Вагаду. Водночас відновив на троні Сосо в м. Кулікоро Сумабу Кіссе, а сам став його співволодарем. Слідом за цим розпочав масштабні походи проти держав Діафана, Тумбу, Бакуру, Ейнаба, Малі, які були підкорені Сумаоро Канте. В результаті майже підкорив усі колишні землі імперії Вагаду, дійшовши на заході до кордонів Такруру. На сході підкорив східні народи внутрішнього басейну Нігеру.
1235 року проти нього повстав представник колишнього панівного роду мандіка Сундіата Кейта, що створив коаліцію з залежних від Канте племен і держав. Канте були невдоволені також мусульмани, оскільки той підтримував традиційні вірування на основі анімалізму. У вирішальній битві біля Кірині Сумаоро Канте зазнав поразки й загинув. Усі його володіння перейшли до Кейти.